# Magdalena van Nassau-Siegen (1596-1662)
Gravin Magdalena van Nassau-Siegen (23 februari 1596 – 6 december 1662), Duits: Magdalena Gräfin von Nassau-Siegen (officiële titels: Gräfin zu Nassau, Katzenelnbogen, Vianden und Diez, Frau zu Beilstein), was een gravin uit het Huis Nassau-Siegen en door huwelijk achtereenvolgens lid van de geslachten von Oeynhausen en von Innhausen und Knyphausen.

## Biografie
Magdalena werd op 23 februari 1596 geboren als de vijfde en jongste dochter van graaf Johan VII ‘de Middelste’ van Nassau-Siegen en diens eerste echtgenote, gravin Magdalena van Waldeck-Wildungen. Vanaf 1622 verbleef Magdalena de meeste tijd in de abdij van Herford, waar ze sinds 1628 het ambt van decanes bekleedde.
Uit de erfenis van haar ouders kon Magdalena 6875 gulden vorderen, waarover Oranje-Nassau 343 gulden aan rente betaalde, alsmede: 100 gulden aan jaarlijkse kosten tot haar huwelijk, en 200 gulden na haar huwelijk. Ze vorderde 4000 gulden aan huwelijksgeld, 1000 gulden aan bruidsschat, en 1500 gulden voor hoedkoorden, trouwring, koets en paard. Al deze gelden werden echter zeer traag uitbetaald en Magdalena zag zich genoodzaakt de Nassause raadsheren bijna voortdurend aan te manen om haar geld te krijgen. In het algemeen geeft haar leven een triest beeld van de interne verhoudingen van de kleine vorstenhuizen tijdens de Dertigjarige Oorlog – een beeld van verarming en hulpeloosheid.

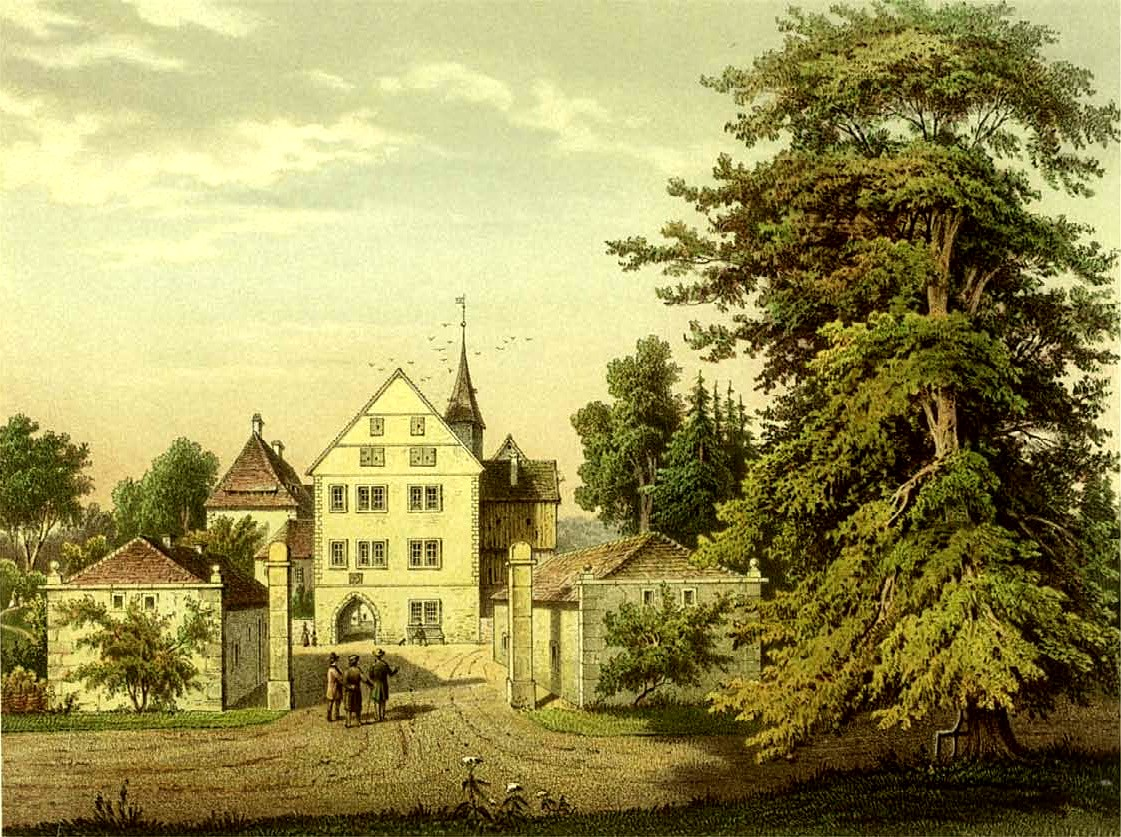
Het landgoed Grevenburg, weduwengoed van Magdalena. Schilderij van Alexander Duncker, 1857–1883.

Magdalena huwde in augustus 1631 met Bernhard Moritz Freiherr von Oeynhausen-Velmede (1602 – Leipzig, 20 november 1632). Na het overlijden van haar man begaf Magdalena zich naar het haar toegekende weduwengoed Grevenburg, waar graaf Simon Lodewijk van Lippe-Detmold in maart 1633 van landgraaf Willem V van Hessen-Kassel voor haar een sauvegarde verkreeg, waarbij hij de landgraaf tevens verzocht de diensten van haar man aan de keizerlijke zijde niet tegen haar te gebruiken.
In de zomer van 1634 stierf haar zwager Rab Arnd von Oeyhausen, aan wiens sterfbed zij stond, waardoor Magdalena de laatste mannelijke beschermheer werd ontnomen. Tegelijkertijd ontstonden de hevigste geschillen over het verkregen deel van Grevenburg, dat zowel door de gravin en haar schoonmoeder en schoonzusters, deze gesteund door hun beschermvrouwe, de gravin van Schaumburg, geboren gravin van Lippe-Varenholz, als ook Adam Arnd von Oeynhausen als volgende en rechtmatige opvolger van het leengoed in bezit werd genomen. Beide partijen wendden zich nu tot Simon Lodewijk van Lippe-Detmold, die via zijn moeder nauw verwant was met Magdalena, maar die tevens leenheer van Grevenburg was. Ook landgraaf George II van Hessen-Darmstadt deed in mei 1635 een beroep op hem ten gunste van de erfgenamen van de inmiddels overleden Adam Arnd von Oeynhausen.
Uit de brieven van Magdalena spreekt overal haar diepe liefde voor haar overleden echtgenoot, ‘mit dem sie nur sechs Monate zu Grevenburg gewohnt habe’ en in een vertrouwelijke brief aan Simon Lodewijk van Lippe-Detmold, waarschijnlijk gedateerd 20 november 1635, schrijft zij: ‘Ich bin so von ganzem Herzen betrübt, ich weiß mir keinen Rath mehr. Heute ist der unglückselige Tag der Jahrzeit, daß ich in den elenden Stand meiner Trübseligkeit getreten bin und mit dem, so ich in der Welt über Alles geliebet, alles meines Glückes und Wohlfahrt beraubet bin, und keinen andern Trost weiß ich zu finden, als in Glauben und Hoffnung zu leben, der liebe Gott werde uns in ewiger Freude wieder zusammenbringen’. Tegelijkertijd toonde Magdalena echter ook tegenover haar verwanten de beste wil om de geschilpunten in der minne te schikken en betreurde zij oprecht de dood van Adam Arnd von Oeynhausen in april 1635. Kort daarna, op 20 juni 1635, werd Grevenburg door de Zweden grondig geplunderd en werden Magdalena en haar nicht Louise van Waldeck-Wildungen beroofd van al hun bezittingen. Voor de daaropvolgende jaren ontbreekt nadere informatie over haar.
Magdalena hertrouwde op 25 augustus 1642 met Philipp Wilhelm Freiherr von Innhausen und Knyphausen (20 maart 1591 – Bremen, 5 mei 1652). Over dit huwelijk schreef zij in hetzelfde jaar aan de regering van Nassau: ‘Sie habe viel Jammer und Elend ausstehen müssen und wegen Nichteinbringung ihrer Ehegelder sei sie von den Angehörigen ihres ersten Ehemannes sehr übel gehalten und ihr gedroht, sie aus dem Witthum zu stoßen. Dies habe sie sich zu Herzen gezogen und weil es der Höchste so geschickt, daß der Wohlgeborene Philipp Wilhelm Freiherr zu Knyphausen sie zur Ehe begehrt, so habe sie ihren früher gefaßten Entschluß, ihr mühseliges Leben im Wittwenstande endigen zu wollen, soweit geändert und damit sie ein sicheres Bleibens habe, in die Heirath gewilligt. Sie wolle nun nach Hamburg wo ihr Gemahl jetßt seine Wohnung habe’.
In 1651 stelde Magdalena een vordering in tegen Johann Melchior von Oeynhausen voor achterstallig vruchtgeld van de Grevenburg. Op 5 mei 1652 overleed ook haar tweede echtgenoot en begon de geldnood opnieuw. Op 27 juli van dat jaar schreef ze opnieuw aan Johann Melchior over haar aanspraken en beschreef zij haar benauwde situatie, aangezien het contract tussen haar man en graaf Anton Günther van Oldenburg niet tot stand was gekomen en hij daarom geen geld wilde uitbetalen. In 1656 schreef ze naar Nassau: De middelen van haar tweede echtgenoot waren niet groot en zij moest met een klein bedrag genoegen nemen. Daarbij klaagde zij zeer over de achterstallige betalingen die Oranje-Nassau haar nog moest doen. In datzelfde jaar werd haar de hoop gegeven dat ze betaald zou worden als ze haar eisen wat zou minderen. Ze eiste toen namelijk in totaal aan kapitaal, rente en schuld 45.496 gulden.
Magdalena overleed op 6 december 1662, waarschijnlijk te Verden, waar zij in 1658 haar testament maakte, waarin zij een kapitaal van 600 Thaler, dat de stad Steinheim haar schuldig was, naliet aan het gast- en weeshuis te Bremen. Op 29 november 1662 maakte ze een tweede testament.

## Kinderen?
Uit de levensbeschrijving van Magdalena in Von Oeynhausen & Grotefend (1889) blijkt niet dat uit haar huwelijk met Bernhard Moritz von Oeynhausen-Velmede kinderen werden geboren. Immers na het overlijden van haar zwager is sprake van een erfgenaam uit een andere tak uit de familie. Dek (1968), p. 277 daarentegen vermeldt dat Magdalena in de 15 maanden dat het huwelijk duurde twee kinderen kreeg:
1. Bernhard Simon, gehuwd met Catharina van Steinberg.
2. Ravan Arend, gehuwd met Geertruida van Steinberg.

Het huwelijk van Magdalena en Philipp Wilhelm von Innhausen und Knyphausen bleef kinderloos.

## Voorouders
| Voorouders van Magdalena van Nassau-Siegen | Voorouders van Magdalena van Nassau-Siegen                                                                | Voorouders van Magdalena van Nassau-Siegen                                                                | Voorouders van Magdalena van Nassau-Siegen                                                                | Voorouders van Magdalena van Nassau-Siegen                                                                | Voorouders van Magdalena van Nassau-Siegen                                                                | Voorouders van Magdalena van Nassau-Siegen                                                                | Voorouders van Magdalena van Nassau-Siegen                                                                 | Voorouders van Magdalena van Nassau-Siegen                                                                 |
| ------------------------------------------ | --- | --- | --- | --- | --- | --- | --- | --- |
| Betovergrootouders                         | Johan V van Nassau-Siegen (1455–1516) ⚭ 1482 Elisabeth van Hessen-Marburg (1466–1523)                     | Botho III van Stolberg-Wernigerode (1467–1538) ⚭ 1500 Anna van Eppstein-Königstein (1481–1538)            | Johan IV van Leuchtenberg (1470–1531) ⚭ 1502 Margaretha van Schwarzburg-Blankenburg (1482–1518)           | Frederik V ‘de Oudere’ van Brandenburg-Ansbach (1460–1536) ⚭ 1479 Sofia van Polen (1464–1512)             | Filips I van Waldeck-Waldeck (1445–1475) ⚭ 1464 Johanna van Nassau-Siegen (1444–1468)                     | Willem van Runkel (?–1489) ⚭ 1454 Irmgard van Rollingen (?–1514)                                          | Gerlach II van Isenburg-Grenzau (?–1500) ⚭ 1455 Hildegard van Sierck (?–1490)                              | Hendrik van Hunolstein-Neumagen (?–1486) ⚭ 1466 Elisabeth van Boulay (?–1507)                              |
| Overgrootouders                            | Willem I ‘de Rijke’ van Nassau-Siegen (1487–1559) ⚭ 1531 Juliana van Stolberg-Wernigerode (1506–1580)     | Willem I ‘de Rijke’ van Nassau-Siegen (1487–1559) ⚭ 1531 Juliana van Stolberg-Wernigerode (1506–1580)     | George III van Leuchtenberg (1502–1555) ⚭ 1528 Barbara van Brandenburg-Ansbach (1495–1552)                | George III van Leuchtenberg (1502–1555) ⚭ 1528 Barbara van Brandenburg-Ansbach (1495–1552)                | Hendrik VIII van Waldeck-Wildungen (1465–1513) ⚭ vóór 1492 Anastasia van Runkel (?–1502/03)               | Hendrik VIII van Waldeck-Wildungen (1465–1513) ⚭ vóór 1492 Anastasia van Runkel (?–1502/03)               | Salentijn VII van Isenburg-Grenzau (vóór 1470–1534) ⚭ Elisabeth van Hunolstein-Neumagen (ca. 1475–1536/38) | Salentijn VII van Isenburg-Grenzau (vóór 1470–1534) ⚭ Elisabeth van Hunolstein-Neumagen (ca. 1475–1536/38) |
| Grootouders                                | Johan VI ‘de Oude’ van Nassau-Siegen (1536–1606) ⚭ 1559 Elisabeth van Leuchtenberg (1537–1579)            | Johan VI ‘de Oude’ van Nassau-Siegen (1536–1606) ⚭ 1559 Elisabeth van Leuchtenberg (1537–1579)            | Johan VI ‘de Oude’ van Nassau-Siegen (1536–1606) ⚭ 1559 Elisabeth van Leuchtenberg (1537–1579)            | Johan VI ‘de Oude’ van Nassau-Siegen (1536–1606) ⚭ 1559 Elisabeth van Leuchtenberg (1537–1579)            | Filips IV van Waldeck-Wildungen (1493–1574) ⚭ 1554 Jutta van Isenburg-Grenzau (?–1564)                    | Filips IV van Waldeck-Wildungen (1493–1574) ⚭ 1554 Jutta van Isenburg-Grenzau (?–1564)                    | Filips IV van Waldeck-Wildungen (1493–1574) ⚭ 1554 Jutta van Isenburg-Grenzau (?–1564)                     | Filips IV van Waldeck-Wildungen (1493–1574) ⚭ 1554 Jutta van Isenburg-Grenzau (?–1564)                     |
| Ouders                                     | Johan VII ‘de Middelste’ van Nassau-Siegen (1561–1623) ⚭ 1581 Magdalena van Waldeck-Wildungen (1558–1599) | Johan VII ‘de Middelste’ van Nassau-Siegen (1561–1623) ⚭ 1581 Magdalena van Waldeck-Wildungen (1558–1599) | Johan VII ‘de Middelste’ van Nassau-Siegen (1561–1623) ⚭ 1581 Magdalena van Waldeck-Wildungen (1558–1599) | Johan VII ‘de Middelste’ van Nassau-Siegen (1561–1623) ⚭ 1581 Magdalena van Waldeck-Wildungen (1558–1599) | Johan VII ‘de Middelste’ van Nassau-Siegen (1561–1623) ⚭ 1581 Magdalena van Waldeck-Wildungen (1558–1599) | Johan VII ‘de Middelste’ van Nassau-Siegen (1561–1623) ⚭ 1581 Magdalena van Waldeck-Wildungen (1558–1599) | Johan VII ‘de Middelste’ van Nassau-Siegen (1561–1623) ⚭ 1581 Magdalena van Waldeck-Wildungen (1558–1599)  | Johan VII ‘de Middelste’ van Nassau-Siegen (1561–1623) ⚭ 1581 Magdalena van Waldeck-Wildungen (1558–1599)  |